# La Antigua, Baja California Sur
La Antigua är en ort i Mexiko.   Den ligger i kommunen Los Cabos och delstaten Baja California Sur, i den västra delen av landet, 1 200 km väster om huvudstaden Mexico City. La Antigua ligger 77 meter över havet och antalet invånare är 104.
Terrängen runt La Antigua är platt österut, men åt nordväst är den kuperad. Havet är nära La Antigua åt sydost.  Närmaste större samhälle är San José del Cabo, 7,6 km nordost om La Antigua. 